# توم كوبلاند
توم كوبلاند هو سياسي أمريكي، ولد في 17 أبريل 1924 في بيندلينتون في الولايات المتحدة. نشط حزبياً في الحزب الجمهوري. وقد انتخب عضو مجلس نواب واشنطن ‏.